# 에스투디안테스 테코스
에스투디안테스 테코스(Estudiantes Tecos)는 멕시코 할리스코주에 있는 과달라하라를 연고로 했던 축구 클럽이다.

## 역사
1971년에 아마추어 축구팀으로 창단되었으며, 1975년에 처음으로 프로 리그에 참가함과 동시에 '클루브 데 풋볼 UAG'로 변경하게 된다. 이후 2009년에 'CF 에스투디안테스'로 바꾸었으며, 2015년에 사카테카스로 연고지를 이전하면서 팀이 해체되었다. 한편 이전한 팀은 미네로스 데 사카테카스로 재창단되었다.

## 역대 감독
| 감독                 | 임기        |
| -------------------- | ----------- |
| 보라 밀루티노비치    | 1988 ~ 1989 |
| 아니발 루이스        | 1992 ~ 1993 |
| 루벤 오마르 로마노   | 2000 ~ 2002 |
| 오스카르 루헤리      | 2003        |
| 세사르 루이스 메노티 | 2007        |
| 파코 아예스테란      | 2013 ~ 2014 |